# Schäferslöh
Schäferslöh ist eine Hofschaft von Wipperfürth im Oberbergischen Kreis im Regierungsbezirk Köln in Nordrhein-Westfalen (Deutschland).

## Lage und Beschreibung
Die Hofschaft liegt im Norden von Wipperfürth zwischen der Bevertalsperre und der Neyetalsperre. Nachbarorte sind Oberlüttgenau, Platzweg, Hülsen, Unternien und die auf Hückeswagener Stadtgebiet verfallende Wüstung Schneppenstock. Ein Nebengewässer des im Westen verlaufenden Schlenker Bachs entspringt 70 m nordwestlich von Schäferslöh.
Politisch wird der Ort durch den Direktkandidaten des Wahlbezirks 17.2 (172) Egen im Rat der Stadt Wipperfürth vertreten.

## Geschichte
1548 wird Schäferslöh unter der Bezeichnung „op Loe“ in den Listen der bergischen Spann- und Schüppendienste genannt. Die Karte Topographia Ducatus Montani aus dem Jahre 1715 zeigt einen Hof und bezeichnet diesen mit „z. Löh“. In der Karte Topographische Aufnahme der Rheinlande von 1825 wird erstmals die heute gebräuchliche Bezeichnung „Schäferslöh“ verwendet.

## Busverbindungen
Über die in 430 m Entfernung gelegene Bushaltestellen Schäferslöh der Linie 337 (VRS/OVAG) ist eine Anbindung an den öffentlichen Personennahverkehr gegeben.

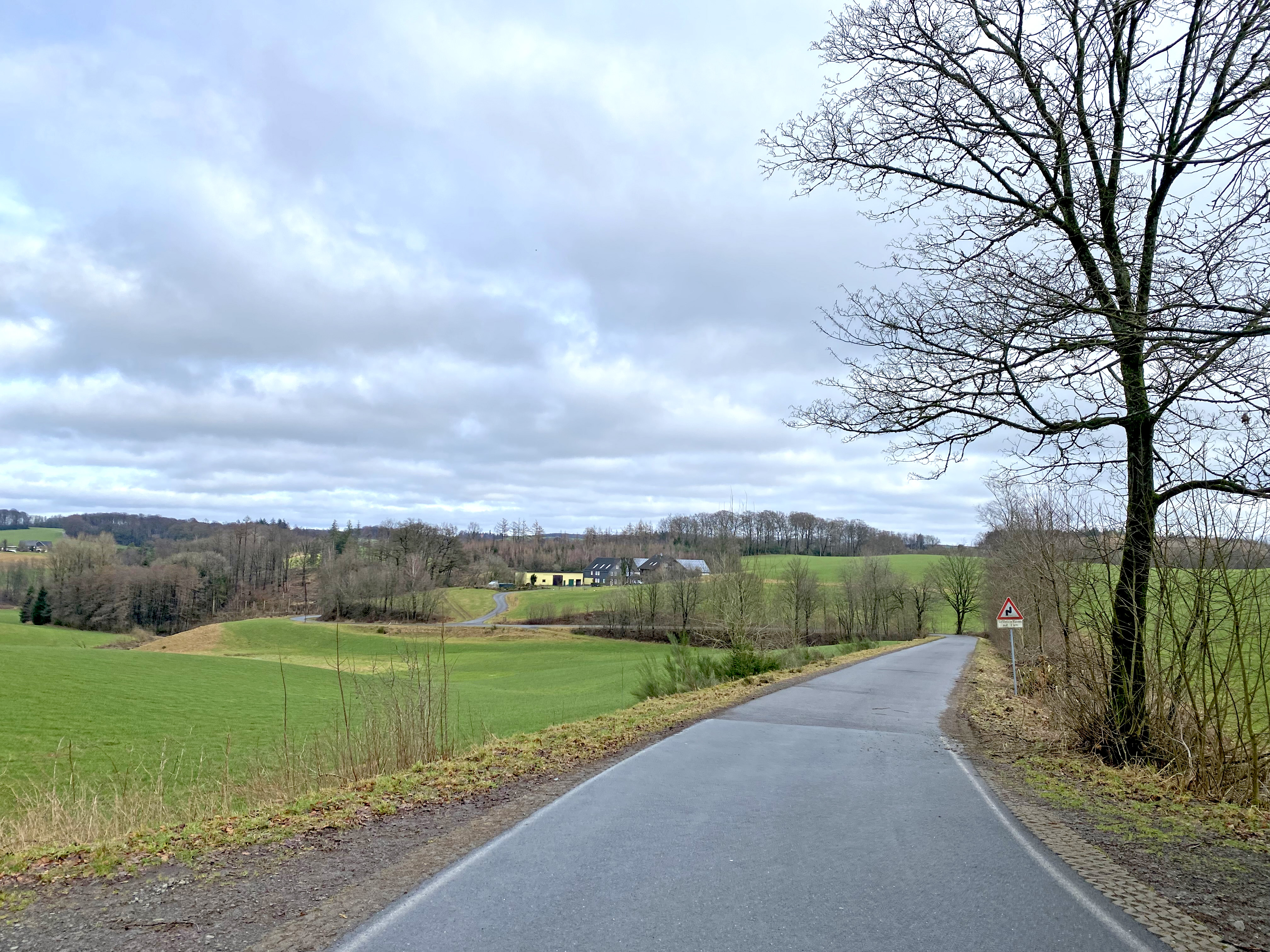
Schäferslöh an der Straße nach Egen
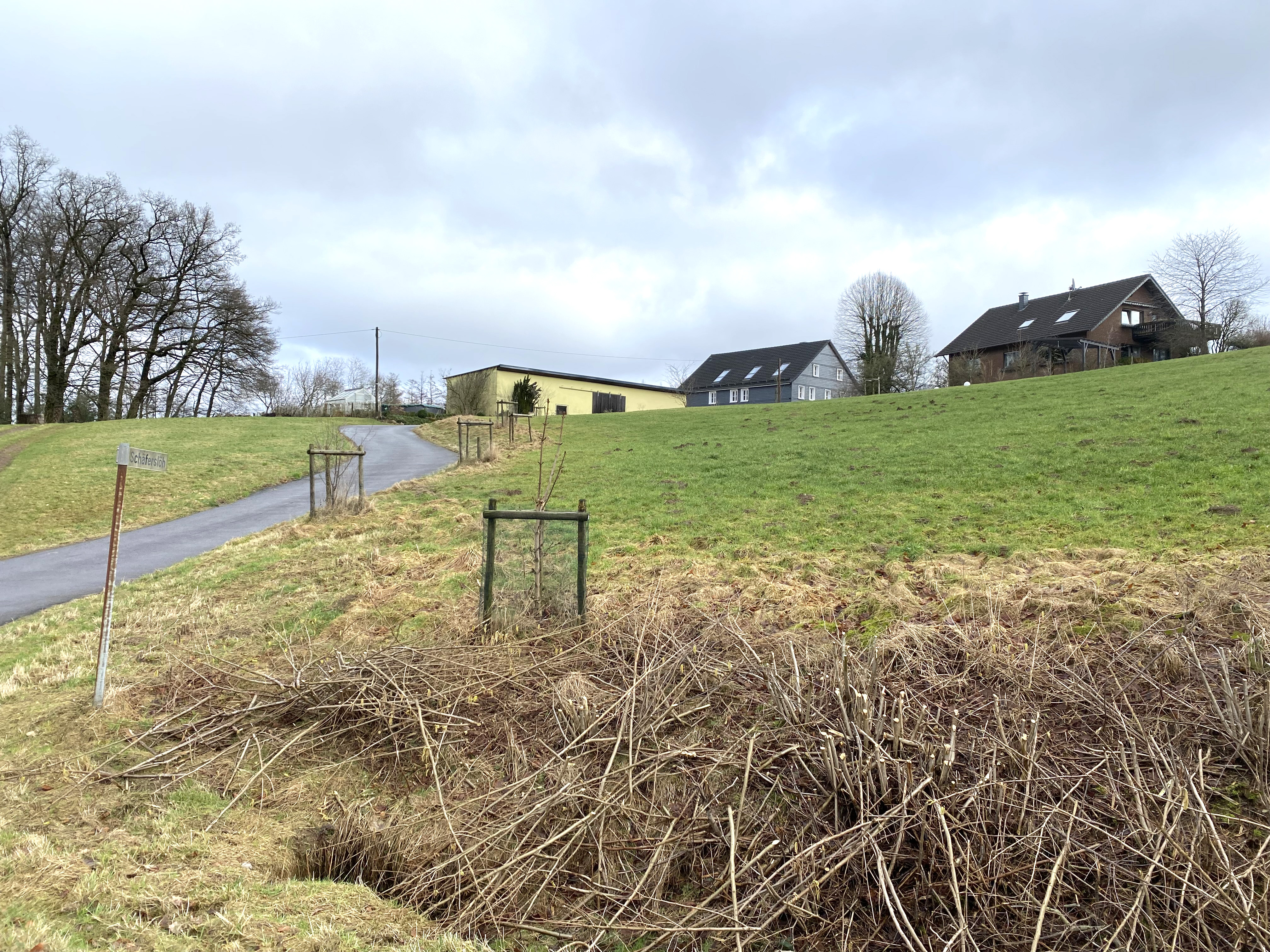
Ortseinfahrt Schäferslöh
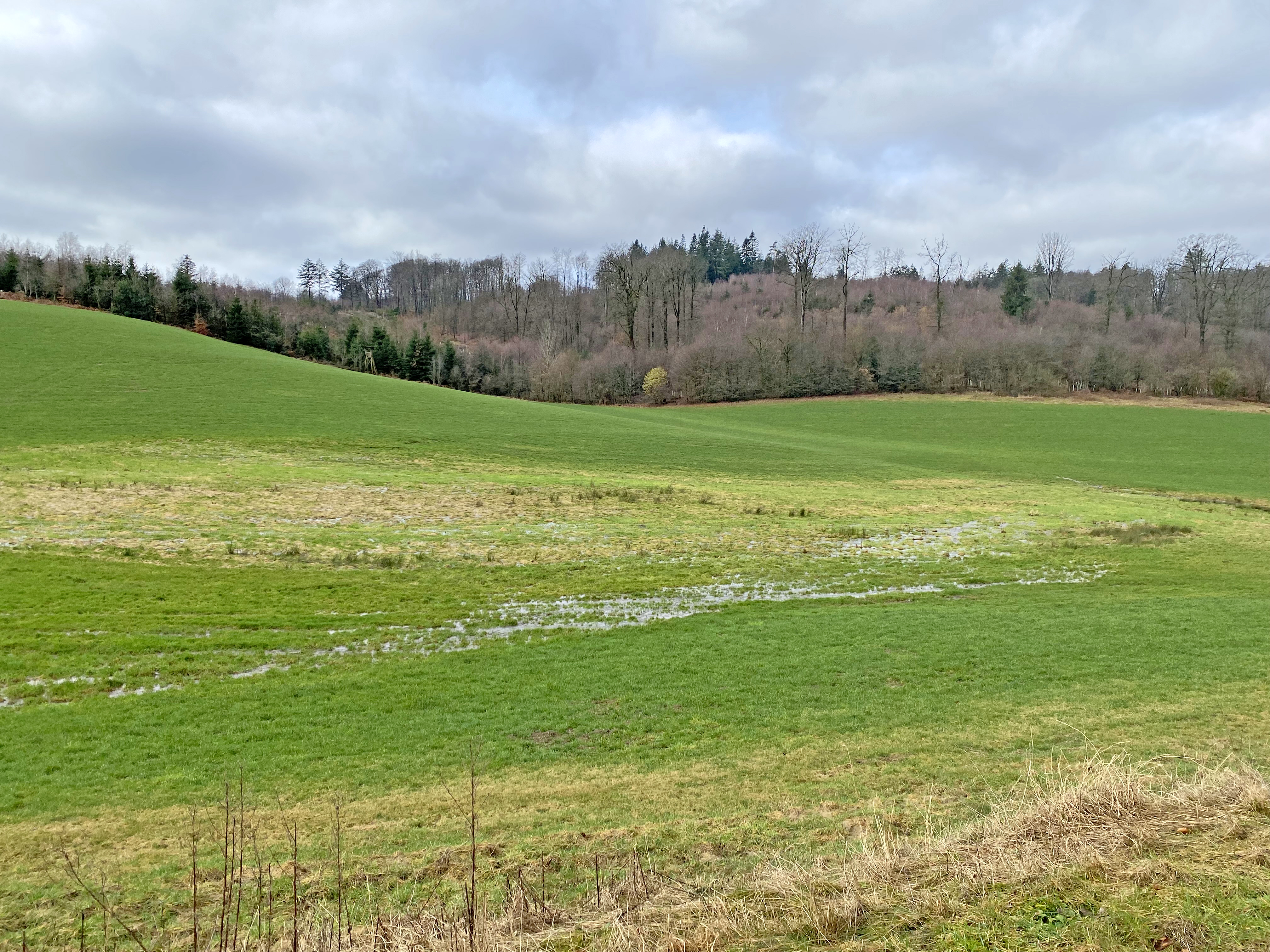
Wiesenquellmulde u. Schlenker Bach